# واگنت را رنگ کن
واگنت را رنگ کن (انگلیسی: Paint Your Wagon) فیلمی در ژانر کمدی رمانتیک، موزیکال، کمدی و وسترن به کارگردانی جاشوا لوگن است که در سال ۱۹۶۹ منتشر شد. این فیلم در سال ۱۹۶۹ میلادی ششمین فیلم پرفروش در آمریکا شد.

## بازیگران
- لی ماروین
- کلینت ایستوود
- جین سیبرگ
- ری والستن
- جان میچام
- آلن بکستر
- رابرت استون
- هری لاوتر